# 35gy busz (Budapest)
A budapesti 35-ös (gyors 35-ös) jelzésű autóbusz a Kőbánya-Kispest, MÁV-állomás és Pestszentlőrinc, Mednyánszky utca között közlekedett. A vonalat a Budapesti Közlekedési Vállalat üzemeltette.

## Története
A gyorsjárati rendszerrel már az 1950-es évek elején is kísérleteztek (105-ös busz), azonban ez a kísérlet járműhiány miatt kudarcba fulladt, emiatt az 1959. június 1-jén 135-ös jelzéssel elindított, Nagyvárad tér és Pestlőrinc, Béke tér között közlekedő Üllői úti autóbuszjárat lett Budapest első huzamosabb ideig közlekedő gyorsjárata. 1974. január 20-án a 3-as metró építése miatt a Népligetig rövidítették, majd 1977. január 3-ától újra a Nagyvárad térig járt és az új viszonylatszám-rendszer bevezetése miatt a 35-ös jelzést kapta. A metróépítés miatt érintette a József Attila-lakótelepet is, majd a Népligeten keresztül közlekedett. Az M3-as metró Kőbánya-Kispestig tartó szakaszának átadásakor átalakult a felszíni közlekedés, ezért 1980. március 30-ától Kőbánya-Kispest metróállomás és Pestlőrinc, Mednyánszky utca között közlekedett, kiváltva a 35-ös busz önálló szakaszát is. 1995. július 31-én párhuzamos közlekedés miatt megszűnt, forgalmát részben az 50-es villamos, részben pedig a 93-as busz vette át.
Napjainkban útvonalának nagy részén a 193E busz közlekedik.

## Útvonala
| Pestszentlőrinc, Mednyánszky utca felé | Kőbánya-Kispest, MÁV-állomás felé |
| --- | --- |
| Kőbánya-Kispest, MÁV-állomás vá. – Vak Bottyán utca – Szabó Ervin utca – Üllői út – Mednyánszky utca – Pestszentlőrinc, Mednyánszky utca vá. | Pestszentlőrinc, Mednyánszky utca vá. – Bartók Béla utca – Benczúr utca – Üllői út – Simonyi Zsigmond utca – Bartók Béla utca – Vak Bottyán utca – Kőbánya-Kispest, MÁV-állomás vá. |

## Megállóhelyei
| 0  | Kőbánya-Kispest, MÁV-állomás végállomás         | 14 | 48, 51, 68, 80, 82, 82A, 85, 85, 93, 93, 98, 135, 136 Kőbánya-Kispest |
| 1  | Kossuth Lajos utca (↓) Táncsics Mihály utca (↑) | 13 | 93, 135 50                                                            |
| 2  | Hofherr Albert utca                             | 12 | 36, 93, 135 50                                                        |
| 3  | Baross utca (↓) Teleki utca (↑)                 | 11 | 36, 93, 136 50                                                        |
| 4  | Városház utca (↓) Thököly út (↑)                | 10 | 36, 93, 136 50                                                        |
| 5  | Szarvas csárda tér                              | 9  | 17, 82, 82A, 93, 98, 183 50                                           |
| 6  | Dalmady Győző utca (↓) Pozsony utca (↑)         | 8  | 50                                                                    |
| 7  | Sallai Imre utca (↓) Honvéd utca (↑)            | 7  | 183 50                                                                |
| 8  | Nagyenyed utca (↓) Késmárk utca (↑)             | 6  | 183 50                                                                |
| 9  | Tarkő utca (↓) Ungvár utca (↑)                  | 5  | 50                                                                    |
| 10 | Béke tér                                        | 4  | 193, 193A 50                                                          |
| 11 | Háromszéki utca (↓) Rába utca (↑)               | 3  | 193                                                                   |
| 12 | Gyergyó utca (↓) Dávid Ferenc utca (↑)          | 2  | 193                                                                   |
| 13 | Laktanya (↓) Üllői út (↑)                       | 1  | 193                                                                   |
| 14 | Pestszentlőrinc, Mednyánszky utca végállomás    | 0  | 193                                                                   |